# Corneliano Bertario
Corneliano Bertario (Corneàn in dialetto milanese) è una frazione del comune di Truccazzano, in provincia di Milano.

## Geografia fisica
Corneliano Bertario è situato a 3 km a sud del capoluogo comunale Truccazzano.
Corneliano Bertario è una zona agricola ricca di boschi secolari e di zone umide in parte formate da anse morte del fiume Adda e in parte create artificialmente con contributi economici dell'Unione Europea. Il suo territorio si sviluppa su due livelli, il primo è quello della pianura circostante, il secondo rappresenta l'antico letto del Fiume Adda, ormai asciutto per il progressivo spostamento verso Est del fiume.

## Storia
Corneliano Bertario risale all'età romana, quando ospitava una villa della Gens Cornelia. Vi è stato ritrovato un importante tesoretto monetale risalente al III secolo d.C. e due tombe romane della fine del I - inizio del II secolo d. C. Un documento del gennaio 1023 ricorda un certo Oddone di Bertario di origine longobarda abitante a Corneliano. La pieve di Corneliano risale, quindi, almeno al secolo VII d.C. e rivela l'influsso longobardo nella dedicazione della chiesa pievana , che era intitolata a San Pietro e sorgeva sul luogo dell'attuale Cascina Pieve. Federico I Barbarossa, passando l'Adda a Corneliano, subì importanti perdite (più di 200 uomini) ad opera dei Milanesi nel 1158 mentre stava guadando il fiume. Nel 1385 Barnabò Visconti, Signore di Milano,  regalò all'Ospedale del Brolo,  vari terreni situati a Corneliano. L'Ospedale del Brolo formò poi, unito ad altri ospedali, l'Ospedale Maggiore di Milano.
Registrato agli atti del 1751 come un villaggio milanese di soli 56 abitanti, alla proclamazione del Regno d'Italia nel 1805 risultava avere 350 residenti. Nel 1809 un regio decreto di Napoleone ampliò il territorio comunale incorporandogli Cavajone, ma due anni dopo l'autonomia municipale fu a sua volta soppressa per annessione a Truccazzano, anche se il comune di Cornegliano fu poi ripristinato con il ritorno degli austriaci nel 1816. L'abitato crebbe poi discretamente, tanto che nel 1853 risultò essere popolato da 444 anime, salite a 526 nel 1861. Nel 1862 il comune di Corneliano assunse la nuova denominazione di "Corneliano Bertario".
Nel 1869, con regio decreto del 17 gennaio 1869, il comune di Corneliano Bertario viene soppresso e aggregato a Truccazzano.

## Monumenti e luoghi d'interesse

### Architetture civili

#### Castello
Di notevole interesse è la presenza del Castello Borromeo, un edificio fortificato costruito a più riprese dal 1385 circa, nel luogo dove un tempo si trovava un podere appartenuto a esponenti della Gens Cornelia. Originariamente di proprietà dei Visconti, nel XIV secolo venne donato all'Ospedale del Brolo di Milano. Dopo essere divenuto un possesso di Ignazio Olgiati (1698), nel XVIII secolo divenne di proprietà della famiglia Bigli, poi dei Gallarati Scotti e infine dei Borromeo.

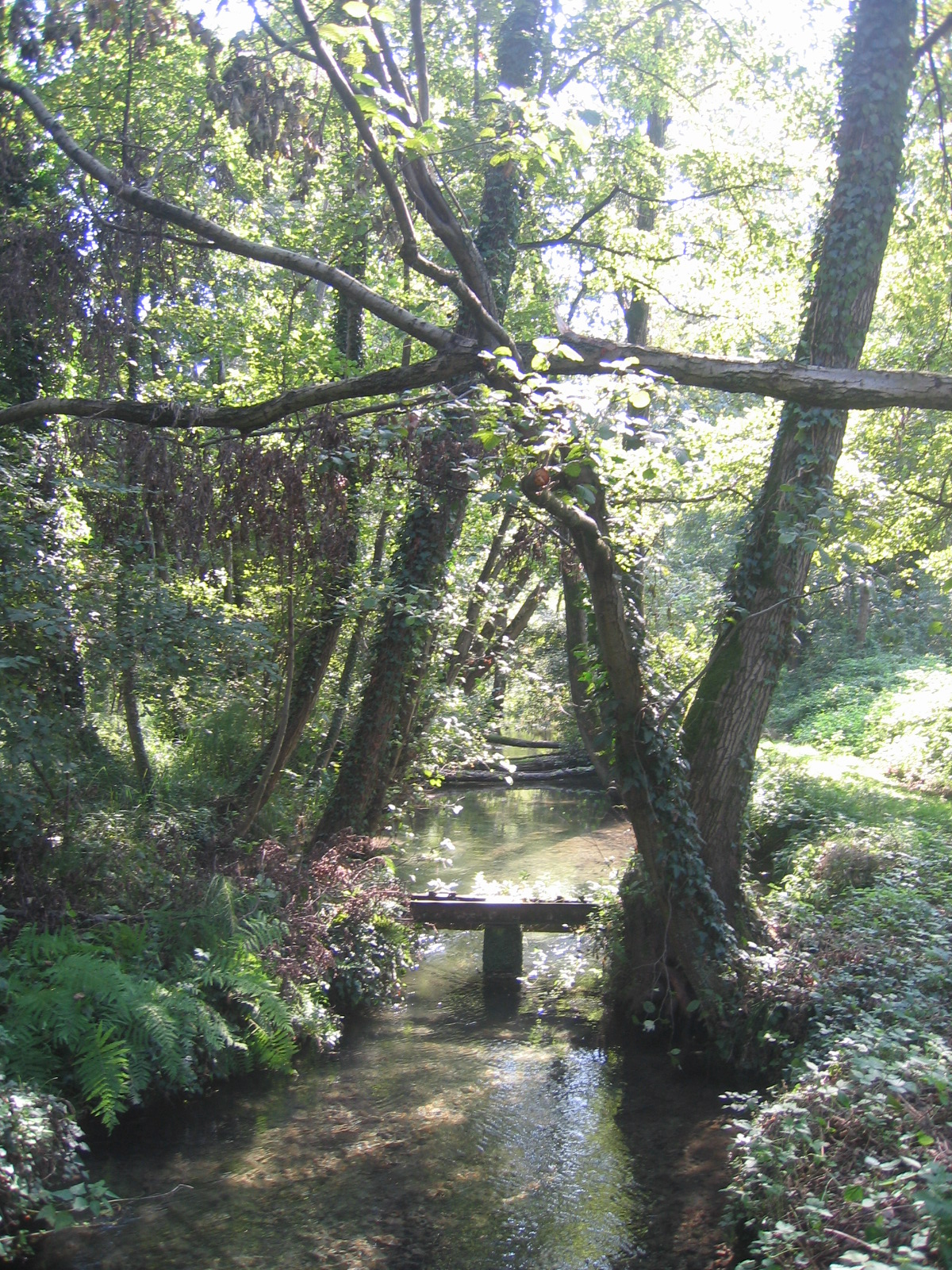
Piccola roggia nei boschi di Corneliano

#### Architetture religiose
La Chiesa di San Giorgio è sede di una parrocchia pluri-centenaria. 

#### Altro
Nel borgo sono presenti numerosi edifici rurali storici. Tutto il centro storico è tutelato da un vincolo monumentale del Ministero dei Beni Culturali.

### Aree naturali
Nel territorio di Corneliano si trova anche la Riserva Borromeo, un'area di 220 ettari che un tempo era la riserva di caccia della famiglia Borromeo. L'area, aperta al pubblico con visite guidate del Gruppo Ornitologico Milanese , è situata nella golena dell'Adda.
Corneliano Bertario, per la bellezza del luogo e del paesaggio, è stata sede di spot pubblicitari e film.